# Jennifer Hammon
Jennifer Leigh Hammon (Winter Park, 7 marzo 1973) è un'attrice statunitense, in attività dall'inizio degli anni novanta, con ruoli soprattutto televisivi.
Tra i suoi ruoli più noti, quello di Karen Wexler nelle soap opera Port Charles e General Hospital, ruolo ricoperto dal 1997 al 1999.

## Filmografia

### Cinema
- Allyson Is Watching (1997)
- Artie (2000)

### Televisione
- Super Force - serie TV, 1 episodio (1991)
- L'ultima lezione del professor Griffin (Killing Mr. Griffin), regia di Jack Bender - film TV (1997)
- Port Charles - soap opera (1997-1999)
- General Hospital - soap opera (1997-1999)
- JAG - Avvocati in divisa (JAG) - serie TV, 1 episodio (2000)
- Sheena - serie TV, 1 episodio (2000)
- Concorde 909 - Pericolo nel vuoto (Mach 2) - film TV (2001)
- Star Trek: Voyager - serie TV, 1 episodio (2001)
- X-Files (The X-Files) - serie TV, 1 episodio (2001)